# لیندا وینمن

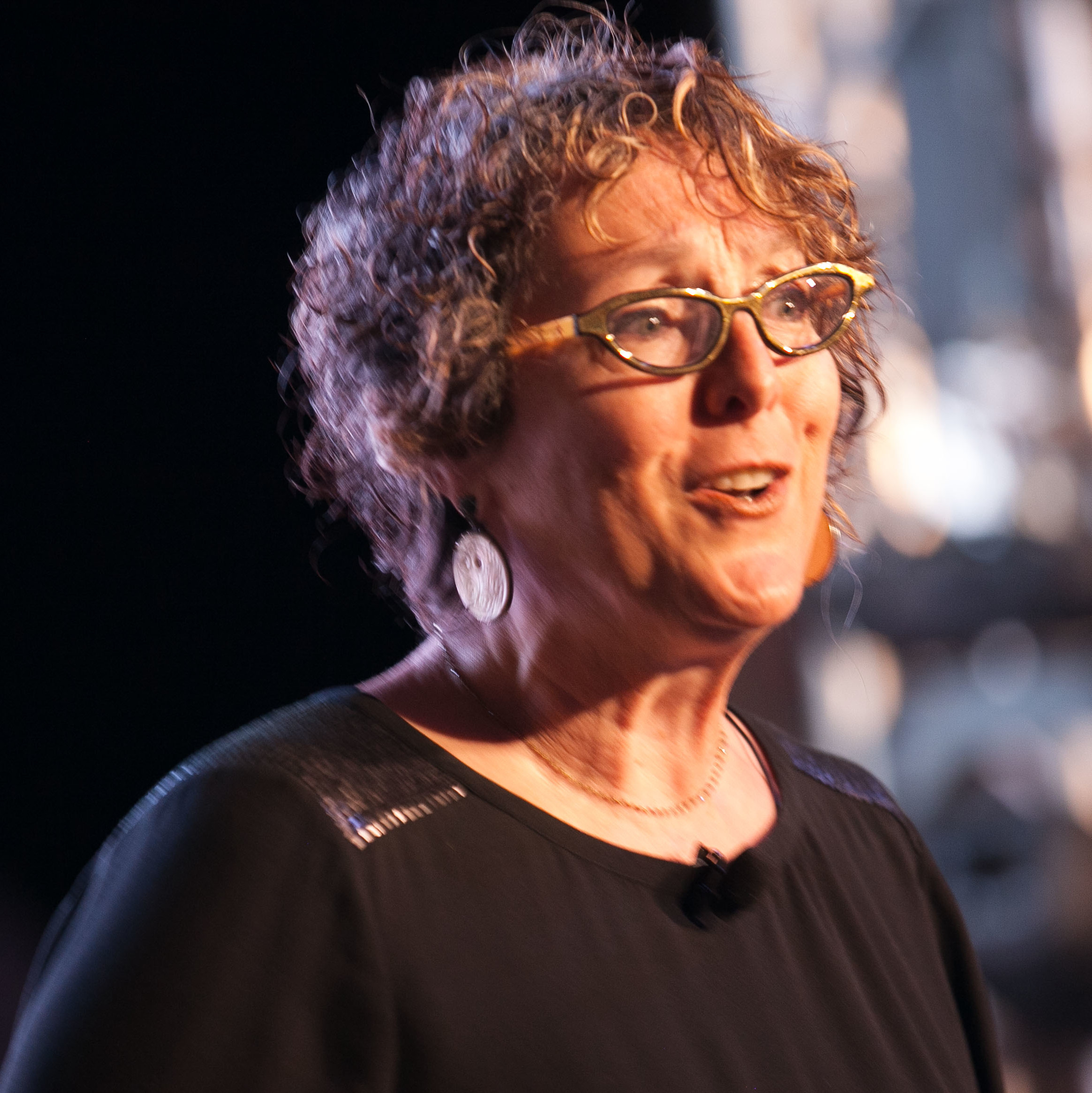
لیندا وینمن، تاجر و نویسندهٔ اهل آمریکا - ۲۰۱۵

لیندا وینمن (زادهٔ ۱۹۵۵) تاجر، راهنمای رایانه و نویسنده آمریکایی است. او وب‌گاه مشهور «لیندا دات‌کام» را به همراه همسرش، بروس هیوین، راه‌اندازی کرده‌است. لیندا وینمن کامپیوتر را خودش به تنهایی آموخته و مدتی در صنعت سینما به عنوان طراح جلوه‌های ویژه نیز کار کرده‌است. او همچنین نویسنده چند عنوان کتاب نیز می‌باشد.

## پیوند
- صفحه نرم‌افزا مشهور آموزشی - لیندا